# 6Х3

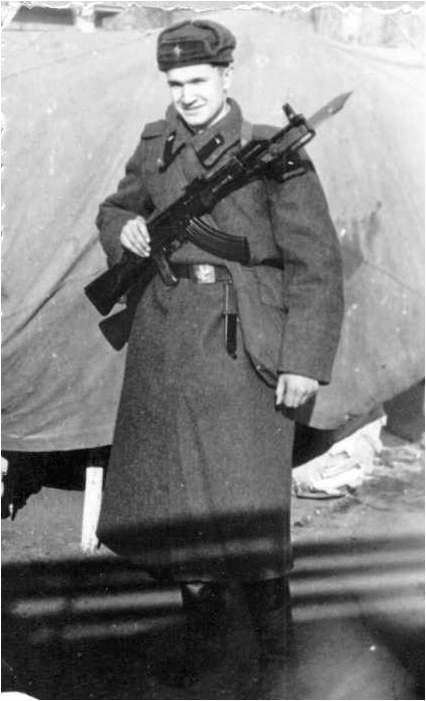
Штык-нож 6Х3 (к АКМ) примкнут к автомату, ножны на поясном ремне военнослужащего ВС СССР

6Х3 или Изделие 6Х3 — общевойсковой штык-нож, принятый на вооружение ВС СССР в 1960-х годах для использования с автоматом АКМ, и его модификациями. 
Штык-нож разработан на основе специального боевого ножа морских разведчиков конструкции подполковника Р. Тодорова, особенностью которого было сквозное отверстие в клинке. Наличие этого отверстия позволило использовать данную модель совместно с ножнами для выполнения ряда рутинных операций, например, перерезания колючей проволоки. Конструкция крепления допускает совместное использование с автоматами АК, АКМ и снайперской винтовкой СВД. Производили с 1959 года до конца 60-х на Тульском оружейном и Ижевском механическом заводах пока ему на смену не пришёл штык-нож 6Х4 к автоматам АКМ и АК74.

## Конструкционные особенности
Клинковая часть 1-лезвийная с 2-лезвийным боевым концом, который имеет вогнутое лезвие со стороны обуха. На обухе предусмотрена насечка, которая позволяла использовать нож для перепиливания стальных прутьев. Передняя часть клинка снабжена отверстием. Рукоять состоит из двух пластиковых боковин (щёчек), стянутых вместе двумя заклёпками. Крепление к оружию осуществляют посредством кольца на крестовине для надевания на автоматный ствол и Т-образного паза с подпружиненным фиксатором в голове рукояти ножа.
Ножны изготавливали из стали, верхнюю часть ножен снабжали изоляционным покрытием в виде резиновой накладки и овальным штифтом для совместного использования вместе со штык-ножом при перекусывании проводов или колючей проволоки под напряжением.

## Тактико-технические параметры
Общая длина — 280 мм
Длина клинка — 150 мм
Ширина клинка — 30 мм
Внутренний диаметр кольца — 17,7 мм
Внешний диаметр кольца — 22 мм

## Фотогалерея

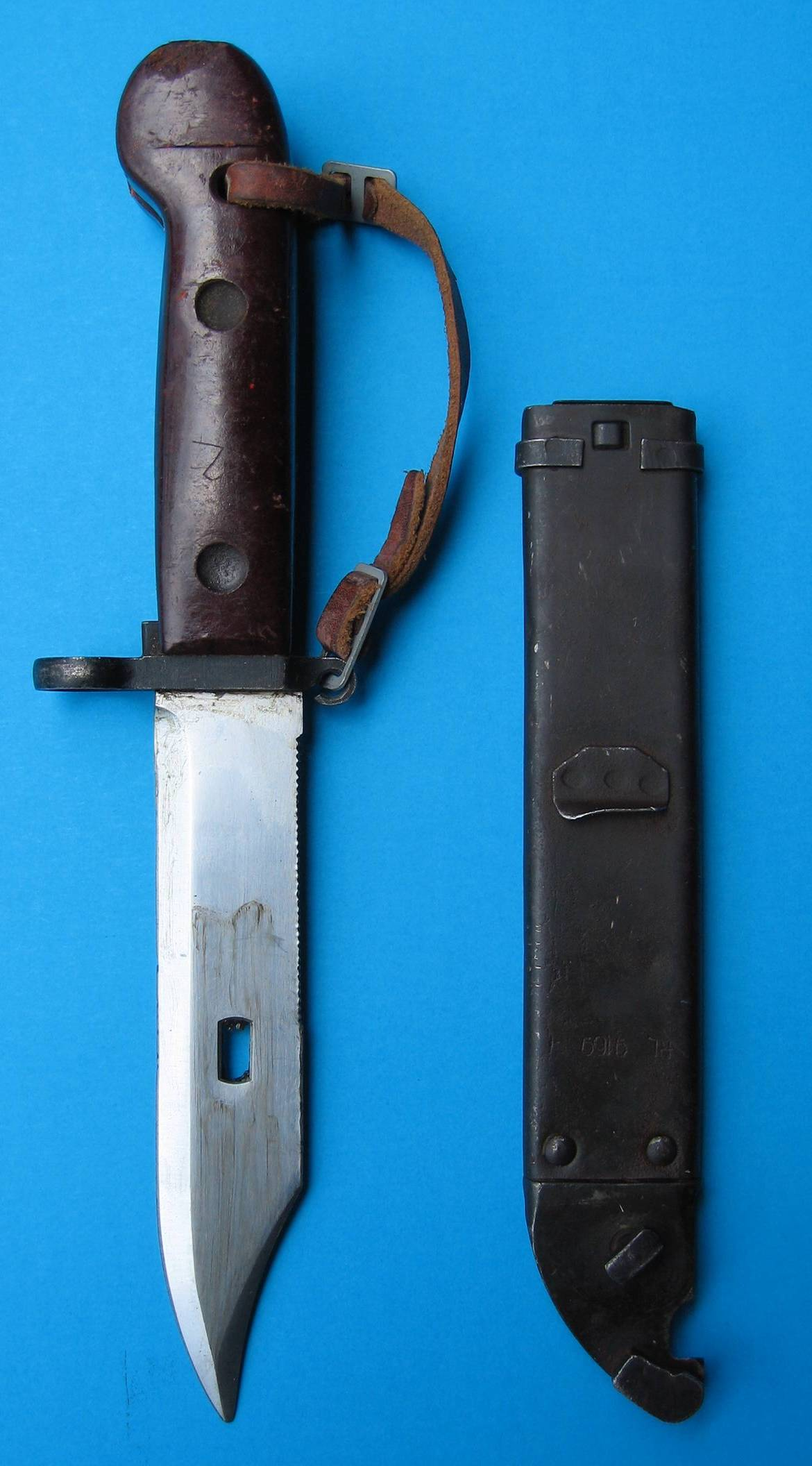
Клинковый штык-нож 6x3 к автомату АКМ образца 1959 года, ножны без изоляционной резины (резиновая накладка) и приспособления подвески
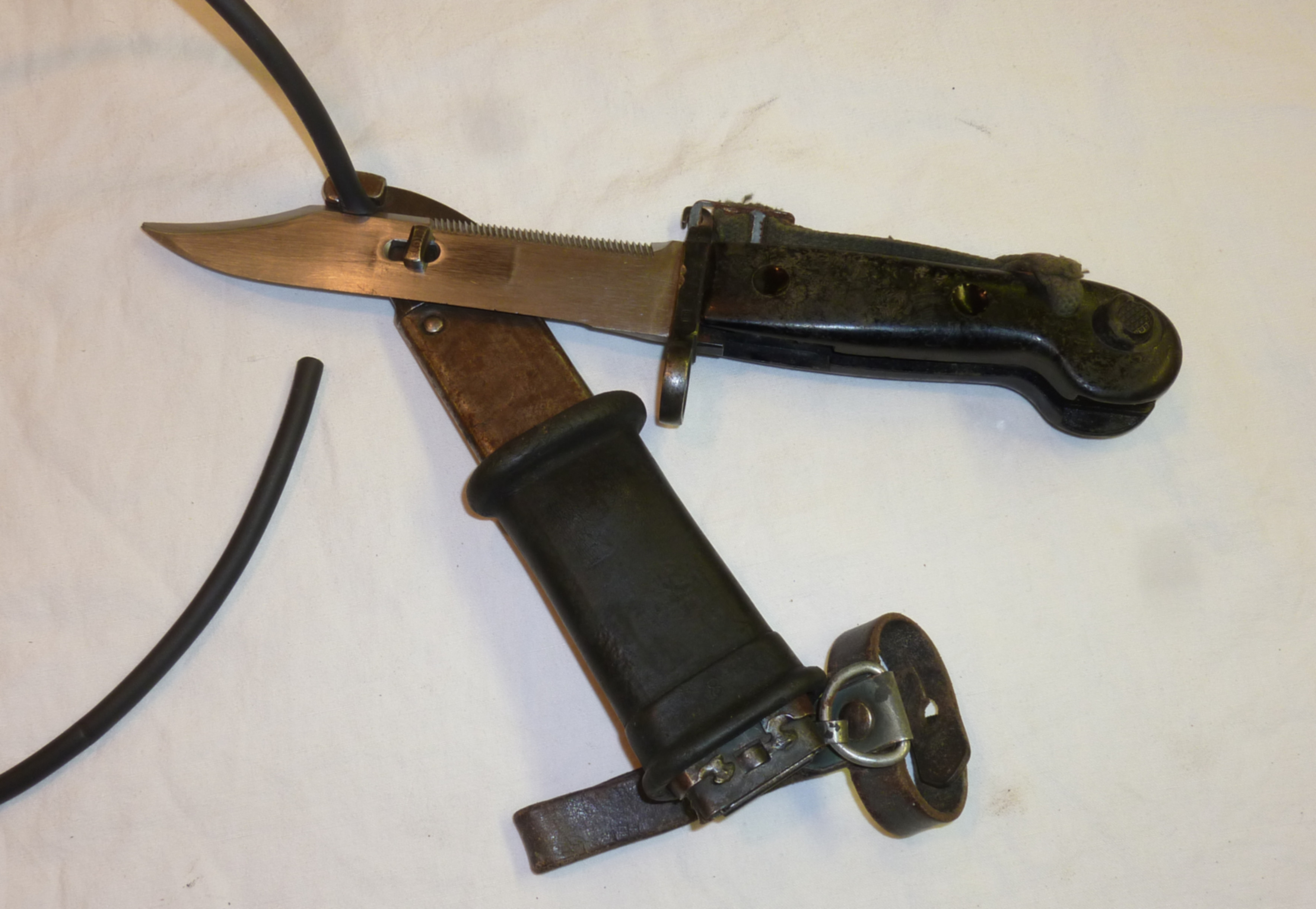
Использование ножен вместе со штык-ножом при перекусывании